# Schloss Ehreshoven

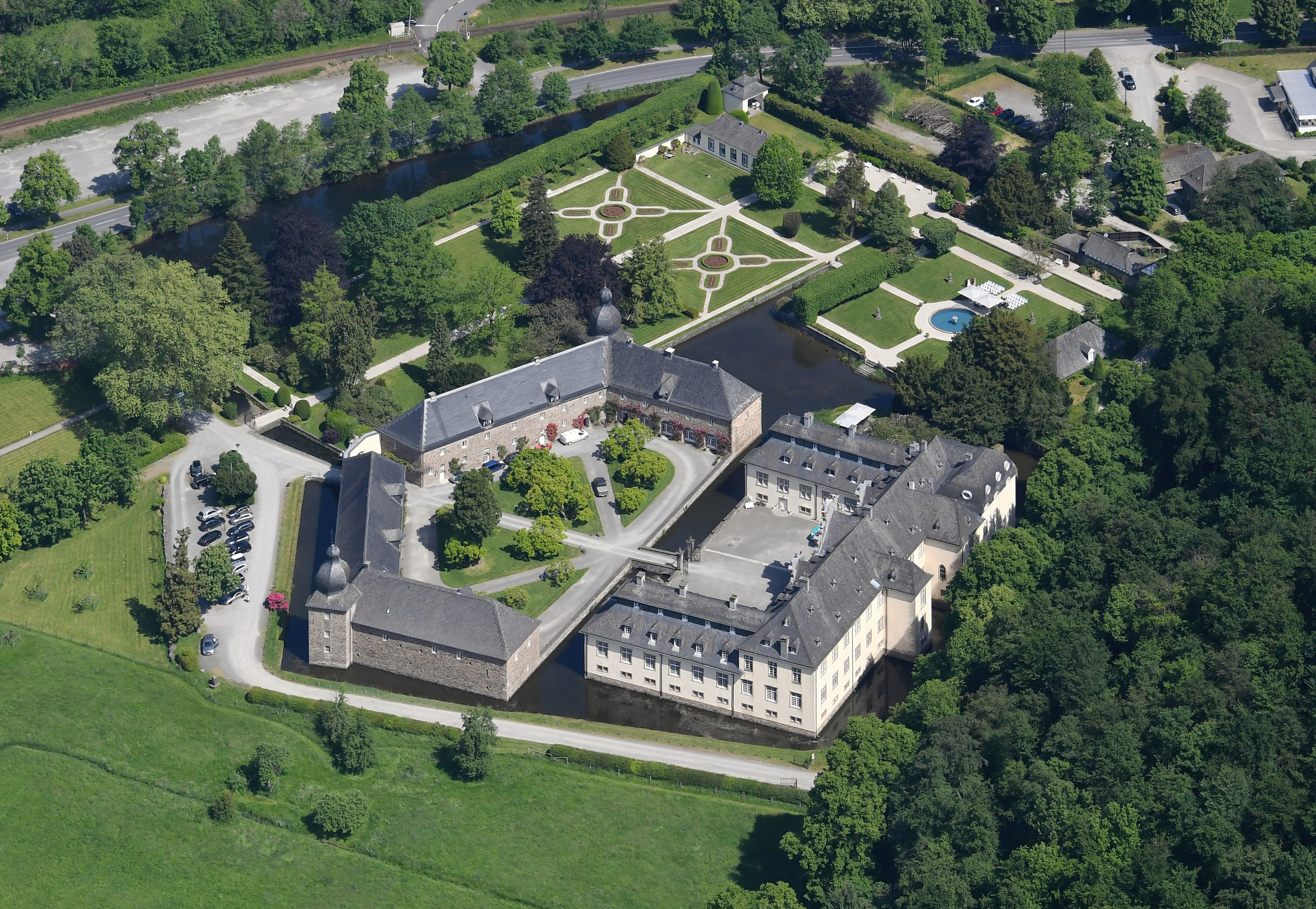
Schloss Ehreshoven von Süden aus der Luft gesehen

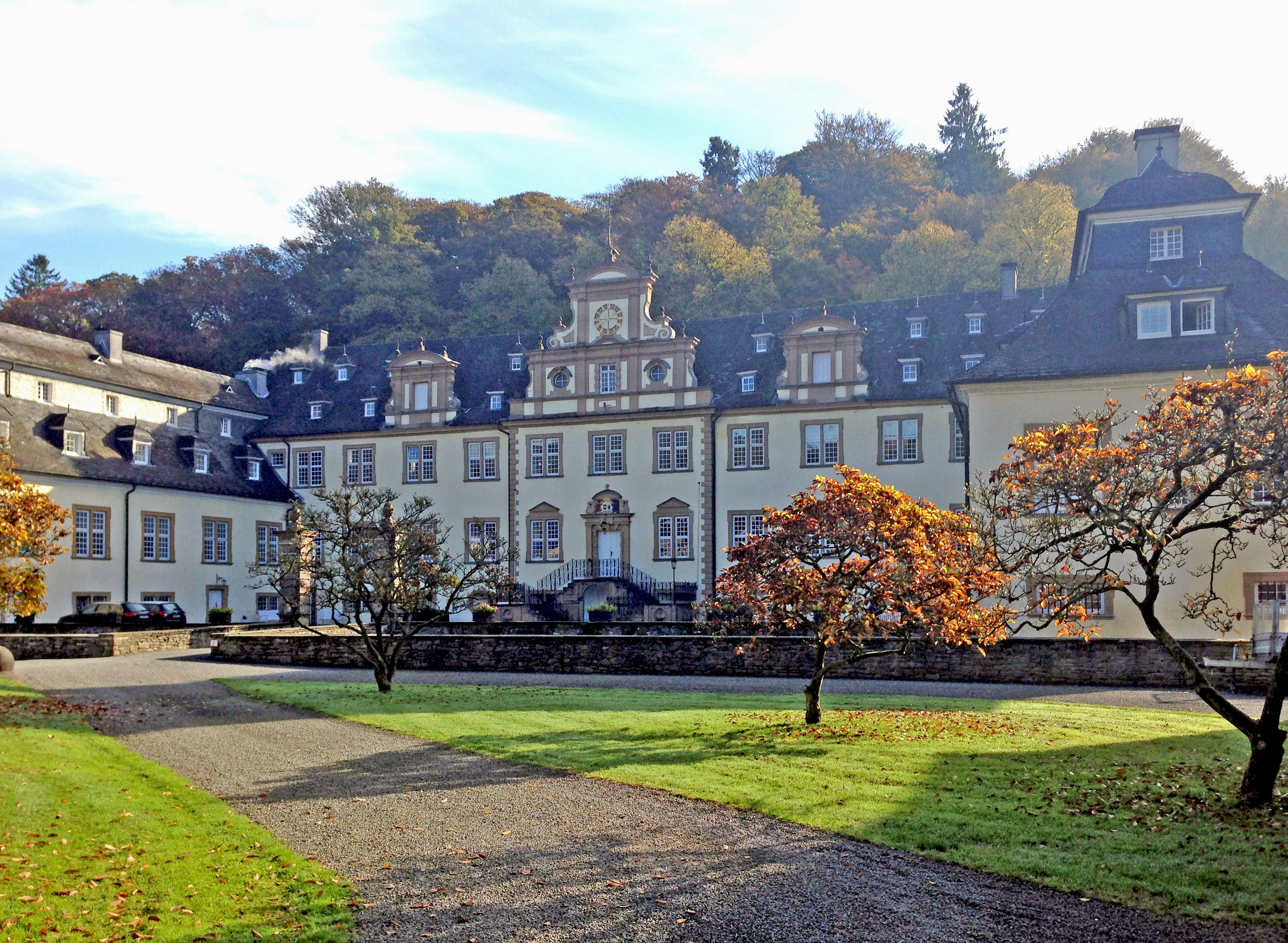
Schloss Ehreshoven

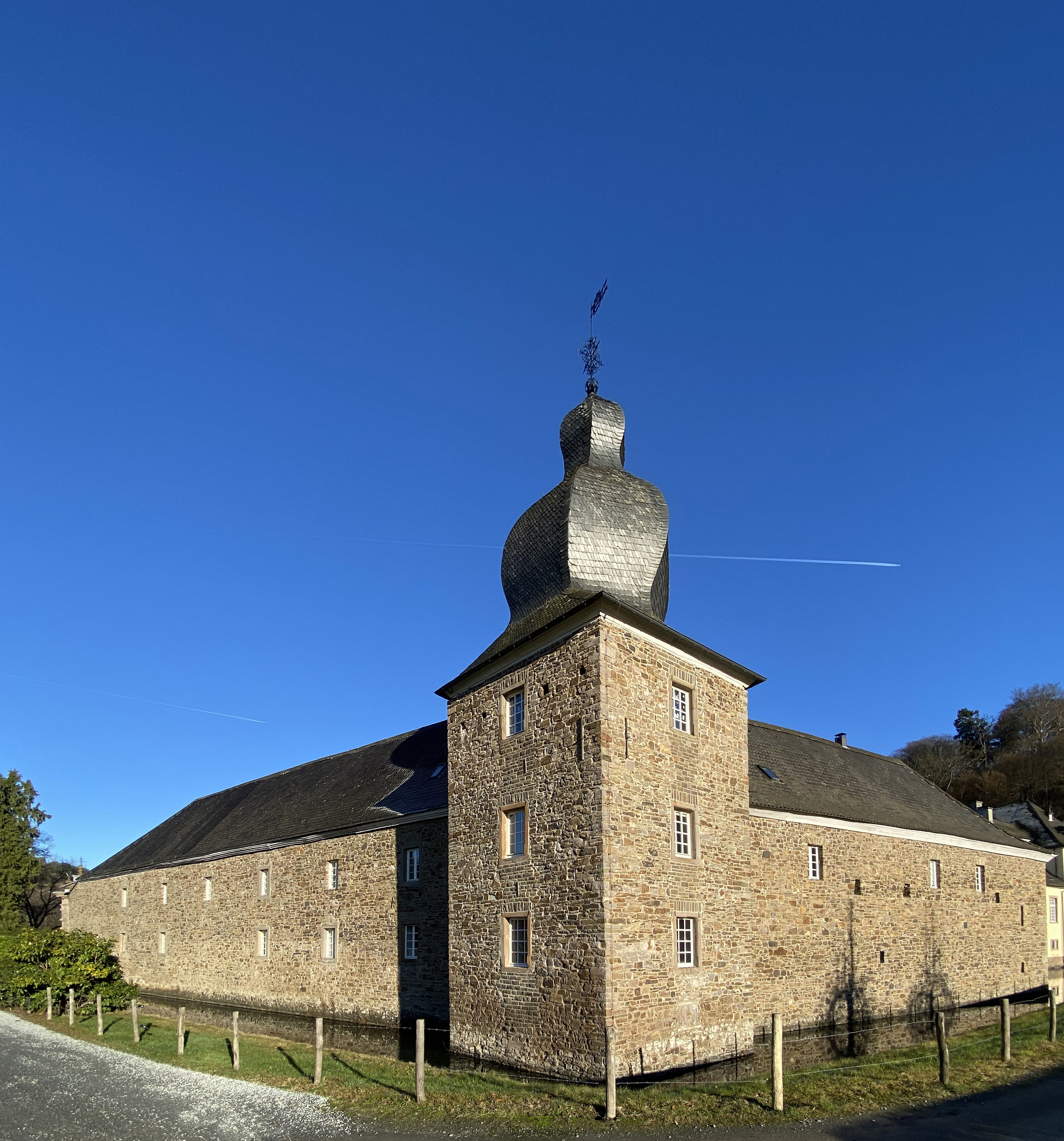
Schloss Ehreshoven

Das Schloss Ehreshoven ist ein Wasserschloss, das auf einer Höhe von etwa 114 Meter über Normalnull im Ortsteil Ehreshoven der nordrhein-westfälischen Gemeinde Engelskirchen steht. Es gilt als einer der prächtigsten Adelssitze des Bergischen Landes.

## Geschichte

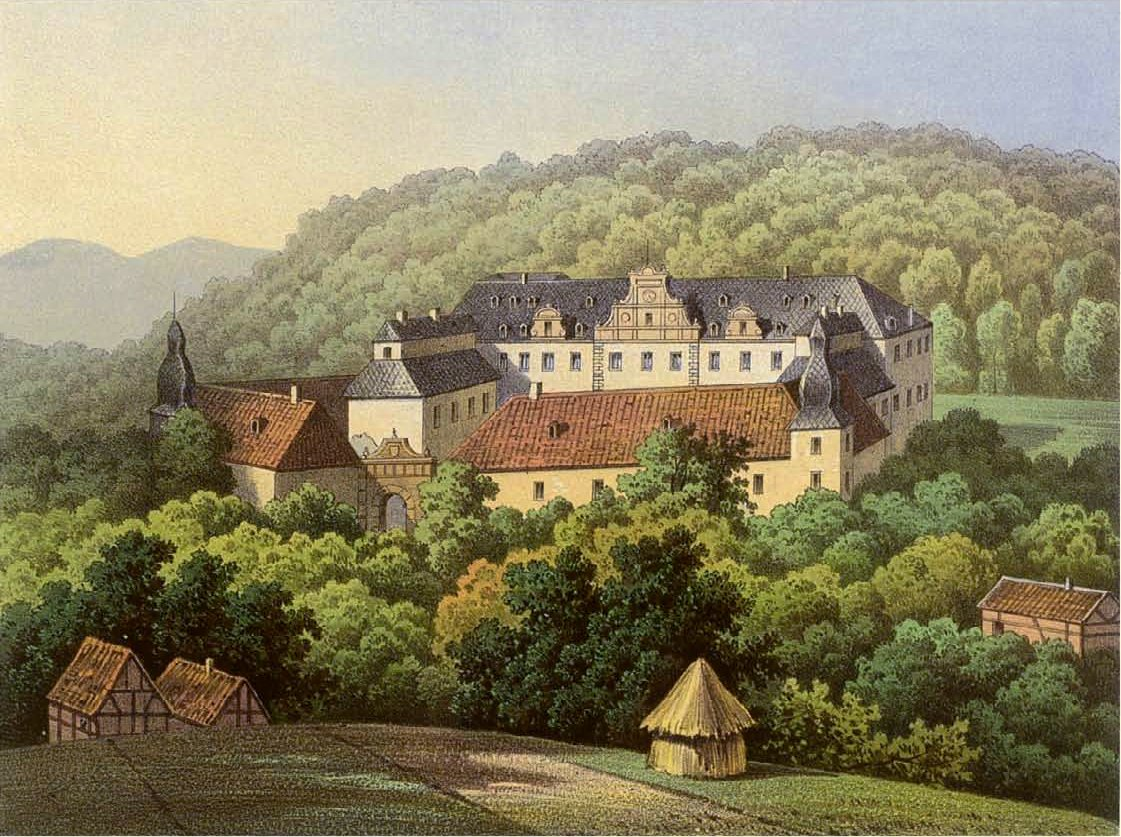
Schloss Ehreshoven um 1860, Sammlung Alexander Duncker

Ehreshoven war ursprünglich Besitz der Siegburger Abtei Michaelsberg, die um 1064 vom Kölner Erzbischof Anno II. gegründet und reich dotiert wurde. Soweit man aus den Quellen ersieht, ist Ehreshoven 1355 erstmals genannt. Damals bat der Armiger Arnulphus de Graschap, der Abt möge seine Belehnung mit Ehreshoven auf seinen Vater Heinrich von Grafschaft übertragen. Dies bedeutet, dass 1355 eine kleine Burg, zumindest ein Festes Haus, in Ehreshoven existiert hat. Jutta von Grafschaft, die Tochter des vorerwähnten Adolf, war mit Wilhelm von Nesselrode († 1399) verheiratet, der 1396 mit Ehreshoven belehnt wurde. Von da ab blieb der Adelssitz bis 1920 im Besitz der Familie von Nesselrode. Gräfin Marie von Nesselrode-Ehreshoven (1853–1920), die unverheiratet geblieben war, vererbte ihr Anwesen der Rheinischen Ritterschaft, damit dort das lange gewünschte Fräuleinstift (Wohnsitz für alleinstehende adlige Damen) eingerichtet werden könne. Ihr Neffe wehrte sich dagegen, dass nach 525 Jahren der angestammte Besitz in fremde Hände übergehen sollte. Es kam zu einem Prozess, der zugunsten der Ritterschaft entschieden wurde. 1924 konnte das Stift Ehreshoven eingerichtet werden.
Von der spätmittelalterlichen Anlage haben sich an der Rückseite des Herrenhauses Reste erhalten, und zwar Teile des Burghauses aus dem 14./15. Jahrhundert. Unter Wilhelm von Nesselrode und seiner Ehefrau Elisabeth von Schwarzenberg († 1599) wurde Ehreshoven wesentlich umgestaltet. Das Ehepaar (⚭ 1579) setzte sich 1595 mit der Kapelle ein Denkmal von hohem kunstgeschichtlichen Wert.
Gegen Ende des 17. Jahrhunderts ließen Philipp Wilhelm Christoph von Nesselrode und seine Gattin Maria Adriana Franziska von Leerodt einen Neubau aufführen, in den nur der Kapellenbau und der nördlich anstoßende Teil des ursprünglichen Burghauses einbezogen wurden. Das dreiflügelige Herrenhaus und die große vierflügelige offene Vorburg wurden in dieser Zeit errichtet. Im frühen 18. Jahrhundert legte man nördlich des Schlosses den französischen Garten an, der im Wesentlichen (einschließlich eines Teehauses aus dem 16. Jahrhundert) heute noch erhalten ist. Welcher Baumeister das barocke Schloss ausführte, ist nicht bekannt. Ob der Plan von Graf Matteo Alberti oder einem seiner Mitarbeiter stammt, lässt sich nicht mit Sicherheit feststellen. Graf Franziskus Wolff Metternich, der langjährige Provinzialkonservator der Rheinprovinz, konstatierte: „Jedenfalls gehört der Künstler in den Kreis des Düsseldorfer Hofes.“ Gegen Ende des Zweiten Weltkriegs entstanden am Schloss bei den Luftangriffen auf Engelskirchen am 2. Februar 1945 beträchtliche Schäden, die in der Nachkriegszeit wieder beseitigt wurden.

## Nutzung
Über fünfhundert Jahre lang war die Anlage im Besitz der Familie von Nesselrode, ehe sie die letzte Gräfin dieses Geschlechts der Rheinischen Ritterschaft als Damenstift vermachte. Dieses existiert dort bis heute. Der 1984 veröffentlichte Dokumentarfilm Im Damenstift von Eberhard Fechner porträtierte die seinerzeit dort lebenden Stiftsdamen und zeigte ihren Alltag. Teile des Schlosses sind heute auch vermietet und werden gewerblich genutzt, die daraus erzielten Einnahmen tragen zum Unterhalt der Anlage und zur Finanzierung des Damenstifts bei.
Der früher zum Schloss gehörende Gutshof wird heute vom Malteser Hilfsdienst als Kommende genutzt.
Im ehemaligen und zum Archivmagazin umgebauten Stall des Schlosshofes ist das Depot der Vereinigten Adelsarchive im Rheinland untergebracht. Hier lagern in über 10.000 Kartons auf etwa 1.700 Regalmetern Archivalien von 20 rheinischen Adelsarchiven. Es wird vom LVR-Archivberatungs- und Fortbildungszentrum in Pulheim-Brauweiler betreut, an das auch Anfragen zur Benutzung zu richten sind.
Das Schloss diente bereits als Kulisse für die Märchenfilme Die Salzprinzessin (2015), Das Wasser des Lebens (2017) und Richard Hubers Film Ein Fest fürs Leben (2023) sowie die Fernsehserie Verbotene Liebe und als Veranstaltungsort für die ZDF-Sendung Bares-für-Rares – Deutschlands größte Trödelshow.

## Baubeschreibung
Schloss Ehreshoven ist ein Bruchsteinbau.

### Vorburg
Von der Bundesstraße 55 zwischen Engelskirchen und Overath führt eine kurze Allee auf das Schloss im Aggertal zu. Über eine flache steinerne Brücke gelangt man zum Haupttor von Ehreshoven. Die vier stumpfwinklig aneinanderstoßenden Flügel der Vorburg sind zweigeschossig und haben Walmdächer, die mit blauglasierten Hohlziegeln gedeckt sind. Die steinsichtigen Außenwände werden nur durch kleine, unregelmäßig angebrachte Fenster unterbrochen. An den beiden stumpfen Ecken treten kräftige dreigeschossige Türme auf ungefähr quadratischem Grundriss hervor, die mit zweifach eingezogenen fünfseitigen Hauben besetzt sind.
An der Außenseite der großen, weit ausladenden Vorburg fällt das Tor besonders auf. Der Grundriss der Vorburg bewirkt, dass das Tor an der Feldseite gegenüber den schräg zurückweichenden Trakten hervorgehoben ist. Die Gestaltung erhöht diese Wirkung. Starke toskanische Pilaster mit schweren Rustika-Bossen tragen den breiten Fries mit dem kleinen Giebel über der rundbogigen Durchfahrt. Das Hauptgesims ist gekröpft, geht also über die vortretenden Pilaster. Drei Vasen mit schmiedeeisernen Blumen bekrönen den Giebel mit geradem Abschluss und schrägen Wangen. Im Mauerwerk des Tores sind die Öffnungen für die Zugkette der ehemaligen Brücke zu sehen; die Zugrollen sind an Ort und Stelle erhalten. Dies lässt den Schluss zu, dass die alte Zugbrücke wohl im 18. Jahrhundert oder gar erst im 19. Jahrhundert beseitigt und durch eine Steinbrücke ersetzt wurde.

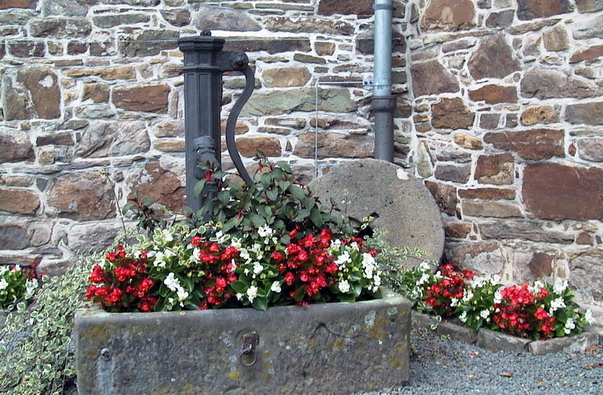
Blumenidylle auf Schloss Ehreshoven

### Hauptbau
Unmittelbar nach dem Haupttor engt sich der Raum ein. Hier hat der Durchgang nur einen schlichten Stichbogen. Nach dem Verlassen des durch die Bauweise der Vorburg entstandenen zwingerartigen kleinen Raum öffnet sich der Hof zur vollen Weite. Der fünfseitige Hofraum ist in Rasenflächen unterteilt. Zwei in Abstand gesetzte Paare großer Steinkugeln bilden Markierungs- und Distanzpunkte auf dem Weg zur Hauptburg. Die gleiche Funktion haben die Mauern, die den Graben zwischen beide Inseln sichern, und das Pfeilerpaar am Eingang zum Ehrenhof. Die Vorburg fasst den Prospekt des Schlosses bildhaft ein, weil sie im Grundriss bei einer Verlängerung an den Seitenflügeln vorbeiginge. Die Distanz-Elemente der Vorburg engen den Blick gleichsam ein auf das Herrenhaus.
Die Hofseite der Vorburg ist sehr schlicht. Im Obergeschoss sind regelmäßig angebrachte Fenster mit Sandsteinrahmungen eingesetzt. Hingegen ist das Erdgeschoss unregelmäßig gegliedert, wie es einem Zweckbau entspricht. Die äußeren Flügel haben hier rundbogige Öffnungen; die am nördlichen Flügel sind heute durch Fensterfronten verschlossen, jene im südlichen durch Holztore. Die frühere Nutzung als Remisen ist noch zu erkennen.
Der Eingang zum Ehrenhof wird von zwei bossierten Pfeilern gebildet, zwischen denen ein schmiedeeisernes Tor von bemerkenswerter kunsthandwerklicher Qualität aus der Zeit um 1700 erhalten ist. In der Ausführung entspricht es dem Tor zum Park.
Was man an der Vorburg feststellt, wird am Herrenhaus bestätigt: Die Einzelformen sind auffallend konservativ. Das ist in der Erbauungszeit des Schlosses typisch für das gesamte Rheinland und zeigt, mit welcher zeitlichen Verzögerung ein Kunststil sich abseits der Hauptwege durchsetzt.

### Herrenhaus
Der Mitteltrakt des heute verputzten Schlosses Ehreshoven hat zur cour d’honneur elf (4:3:4) Achsen. Zwei Vollgeschosse erheben sich über einem hohen Souterrain. An den Seiten befinden sich zwei einfache Türen. Die Fenster sind meist querrechteckig mit einer Mittelstütze.
Markantester Teil ist der dreiachsige Mittelrisalit, auf den vom Haupttor der Burg der Blick ausgerichtet ist. Deutlicher als sonst in Ehreshoven ist hieran zu erkennen, dass das Schloss dem italienischen Manierismus verpflichtet ist, und zwar zu einer Zeit, als dieser Stil in Italien längst überwunden war. Der Mittelrisalit ist durch eine kräftige Eckquaderung betont, aber nur gering aus der Front hervorgezogen. Eine doppelläufige Freitreppe mit reichverziertem Eisengeländer führt zum Hauptportal. Zwischen den Aufgängen befindet sich eine rundbogige Tür zum Souterrain. An den seitlichen Vorsprüngen der Treppe sind kleine Wandbrunnen mit Löwenmasken und Muschelschalen aus Sandstein angebracht. Die Scheinfenster neben der Treppe sind queroval und haben reiche Volutenrahmungen. Das rundbogige Portal zum Hauptgeschoss ist von profilierten Pilastern eingerahmt. Im Giebelfenster halten eine Bracke und ein Löwe das bekrönte Allianzwappen Nesselrode-Leerodt. Ein Segmentgiebel mit aufgesetzter Steinkugel bildet den Abschluss der Portalarchitektur.
Die hochrechteckigen Fenster in den Vollgeschossen haben gerade Stürze und Mittelstützen. Die Fenster neben dem Portal sind von flachen Dreiecksgiebeln bekrönt.
Der auffallende Hausteingiebel des Risalit ist reich gegliedert. Er erinnert stark an italienische Bauten der Renaissance und des Barock. Der Giebel ist in zwei Zonen unterteilt, die durch die Pilasterordnung verbunden sind. Im oberen Feld ist eine Uhr angebracht. Darunter befindet sich in der Mitte ein rustiziertes Rechteckfenster ohne Mittelstütze, begleitet von Lukarnen in Hausteingewänden. Volutenwangen und ein Segmentgiebel rahmen das Ganze ein. Als Akrotere dienen Steinkugeln und -vasen; über dem Segmentabschluss erhebt sich eine schmiedeeisernen Wetterfahne.
Das Dachgeschoss hat zwei Reihen Gauben. Allerdings wird die Folge in der jeweils zweiten Achse neben dem Mittelrisalit unterbrochen, weil dort Zwerchhäuser mit Scheingiebeln in toskanischer Ordnung angebracht sind. Die Giebel werden von Steinkugeln bekrönt.
Die nur eingeschossigen Seitenflügel haben zum Ehrenhof sechs Fensterachsen, zur Vorburg je zwei. Die Rahmen entsprechen denen am Hautflügel. Im Souterrain sind in der zweiten und fünften Achse einfache Türen eingesetzt. An den Seitenflügeln fällt insbesondere das eigenartige Dach auf. Aus einem Walmdach mit kielbogenförmigen Gauben steigt ein beschieferter Obergaden mit kleinen Rechteckfenstern, über dem ein kielbogenförmiges Walmdach errichtet ist.
Für die Baugeschichte von Ehreshoven ist vor allem die Rückfront des Schlosses von Interesse. Hier kann man am Mauerwerk noch die älteren Bauteile erkennen, die weit aus der Flucht des Neubaues hervortreten. An der nördlichen Ecke ist das gotische Burghaus in das Schloss einbezogen worden. Man sieht die unregelmäßig angebrachten Fensteröffnungen. Der kleine Holzerker stammt aus der barocken Bauphase. Die drei Fenster im zweiten Obergeschoss wurden um 1700 vergrößert und ragen in das große Kielbogendach hinein, das mit ovalen Lukarnen versehen ist. Das alte Burghaus hat ein glockenförmiges Walmdach. Den Dachansatz am Herrenhaus von Ehreshoven bildet ein hölzernes Karniesgesims.
Neben diesem Bauteil, dem spätmittelalterlichen Burghaus, erkennt man den Kapellenbau. Im Erdgeschoss kragt über profilierten Konsolen der dreiseitige Altarerker mit seinen großen spitzbogigen Fenstern hervor. In dem Raum über der Kapelle befand sich ursprünglich das Burgarchiv. Der Kapellenerker in Ehreshoven hat ein polygonales Pultdach, das im oberen Teil durch ein schmales Gesims unterbrochen ist. Der Kapellenbau selbst verfügt über ein Pyramidendach.
Aus der Rückfront des Neubaues tritt turmartig das Treppenhaus hervor. Die Fenster entsprechen hier jenen der Hofseite. An der Rückseite ist das für eine Burg typische additive Element in Resten noch erhalten, d. h. im Mittelalter hat man nur die notwendigen Bauten errichtet. Wenn diese nicht mehr ausreichten wurde angebaut.
Gegenüber dieser mittelalterlichen Einstellung hat die Hauptfront von Ehreshoven eine neuzeitliche Wirkung. Vor allem an der axialen Anordnung und an der Geschlossenheit der beiden Hauptansichten ist zu erkennen, dass der gesamte Baukomplex nicht additiv zusammengesetzt ist. Man erkennt den Willen des Bauherren, anstelle der mittelalterlichen Burganlage ein barockes Schloss zu errichten.

### Das Innere
Schloss Ehreshoven ist bewohnt und der Öffentlichkeit nicht zugänglich. Hinter dem Hauptportal befinden sich ein Vestibül, das die gesamte Tiefe des Hauses einnimmt und eine Breite von drei Fensterachsen hat. Allerdings liegt hier der Eingang nicht in der Mitte, sondern wurde an die Seite gerückt. Der Fußboden ist schachbrettartig mit farblich abwechselnden Steinplatten belegt. Die Türen haben profilierte Rahmungen aus schwarzem Marmor. Die Sockelzone besteht aus einer Fliesenverkleidung. Das im Gegensatz zum Vestibül unverhältnismäßig kleine Treppenhaus hat ein zeitlos schlichtes Balustradengeländer aus farbigem Stuckmarmor.
Der nördlich an den Vorraum anstoßende Speisesaal ist mit einer bemerkenswerten Ledertapete verkleidet. Sie stammt aus der Erbauungszeit des Schlosses und wurde möglicherweise in einer flämischen Werkstatt geschaffen. Als Motiv kehrt eine große Ranke mit verschiedenen Blüten und Früchten wieder, worin abwechselnd ein Putto mit Trompete in der linken und Lorbeerkranz in der rechten Hand, ein das Tambourin schlagender Putto oder eine Taube mit einem Ölzweig im Schnabel zu erkennen sind. Auf dem schmäleren Sockelfries erkennt man zwischen Blumen Vögelköpfe. Der Grund der Carrés ist versilbert; hiervon heben sich die rot gefärbten Früchte, Blumen und Gewänder sowie das grüne Blattwerk stark ab.